# اباندانت
اباندانت (به فرانسوی: Abondant) یک کمون در فرانسه است که در Canton of Anet واقع شده‌است.

## خصوصیات
اباندانت ۳۴٫۸ کیلومترمربع مساحت و ۲٬۰۴۲ نفر جمعیت دارد و ۱۳۷ متر بالاتر از سطح دریا واقع شده‌است.